# Stade BMX de Saint-Quentin-en-Yvelines
Stade BMX de Saint-Quentin-en-Yvelines je sportovní zařízení věnované cyklistice BMX, které se nachází ve francouzské obci Montigny-le-Bretonneux v departementu Yvelines. Je součástí Národního vélodromu. Velodrom byl vybrán pro soutěže v BMX na XXXIII. letních olympijských hrách.

## Historie
Stadion byl navržen v rámci kandidatury na olympijské hry pro rok 2012 stejně jako národní velodrom na stejném pozemku. Areál byl postaven v roce 2013 a slavnostně otevřen v květnu 2015. Jeho zvláštností je krytá a osvětlená BMX dráha, jako první svého druhu v Evropě. Nabízí dvě na sebe navazující startovací rampy (5 a 8 metrů vysoké) a tři dělené dráhy.
Stadion BMX od roku 2014 hostí francouzské mistrovství BMX. Tři roky po výstavbě se v areálu konala první dvě kola Světového poháru BMX v roce 2018 a poté v roce 2019. Od svého vzniku je velodrom pravidelně využíván francouzským týmem BMX jako tréninkové sportoviště.
Stadion byl vybrán organizačním výborem pro olympijské hry pro svou blízkost k národnímu velodromu a kopci Élancourt, a upraven a přestavěn tak, aby v srpnu 2024 mohl hostit soutěže BMX.